# Фридрих II Вителсбах
Фридрих II (на немски: Friedrich II, † 1198/1199) от фамилията Вителсбахи, е от 1156 г. пфалцграф в Бавария, от 1173 г. монах в Индерсдорф.

## Живот
Фридрих II е третият син на баварския пфалцграф Ото V от Шайерн († 1156), който пръв се нарича фон Вителсбах, и съпругата му Хейлика от Ленгенфелд († 1170), дъщеря на граф Фридрих III фон Ленгенфелд († 1119) и Хейлика от Швабия († сл. 1110), която е дъщеря на Агнес от Вайблинген († 1143), втората дъщеря на император Хайнрих IV и Берта Савойска. По-големите му братя са Ото I (херцог на Бавария) и Конрад (архиепископ на Майнц 1161 – 1165)
През 1184 г. той се жени за дъщеря на граф Манголд от Донаувьорт и има с нея син Фридрих III (1176).